# Smarves

Smarves este o comună în departamentul Vienne, Franța. În 2009 avea o populație de 2,489 de locuitori.